# 李顺达故居
李顺达故居，位于山西省长治市平顺县西沟乡西沟村，是一处山西省文物保护单位。
2021年8月4日，李顺达故居公布为第六批山西省文物保护单位，年代为1915-1983年，近现代重要史迹及代表性建筑类，编号6-327。